# Нью-Ричмонд (Індіана)
Нью-Ричмонд (англ. New Richmond) — місто (англ. town) в США, в окрузі Монтгомері штату Індіана. Населення — 309 осіб (2020).

## Географія
Нью-Ричмонд розташований за координатами 40°11′40″ пн. ш. 86°58′40″ зх. д. / 40.19444° пн. ш. 86.97778° зх. д. (40.194311, -86.977774).  За даними Бюро перепису населення США в 2010 році місто мало площу 0,51 км², уся площа — суходіл.

## Демографія
Згідно з переписом 2010 року, у місті мешкали 333 особи в 134 домогосподарствах у складі 93 родин. Густота населення становила 651 особа/км².  Було 148 помешкань (289/км²).
Расовий склад населення:
| - 97,0 % — білих - 0,3 % — азіатів |

До двох чи більше рас належало 2,7 %. Частка іспаномовних становила 0,6 % від усіх жителів.
За віковим діапазоном населення розподілялося таким чином: 26,7 % — особи молодші 18 років, 61,0 % — особи у віці 18—64 років, 12,3 % — особи у віці 65 років та старші. Медіана віку мешканця становила 37,8 року. На 100 осіб жіночої статі у місті припадало 99,4 чоловіків;  на 100 жінок у віці від 18 років та старших — 93,7 чоловіків також старших 18 років.
Середній дохід на одне домашнє господарство  становив 55 844 долари США (медіана — 51 250), а середній дохід на одну сім'ю — 61 027 доларів (медіана — 52 250). За межею бідності перебувало 7,3 % осіб, у тому числі 10,8 % дітей у віці до 18 років та 7,9 % осіб у віці 65 років та старших.
Цивільне працевлаштоване населення становило 179 осіб. Основні галузі зайнятості: виробництво — 33,0 %, освіта, охорона здоров'я та соціальна допомога — 16,8 %, мистецтво, розваги та відпочинок — 11,2 %, фінанси, страхування та нерухомість — 7,3 %.